# Tamaño de los seres vivos

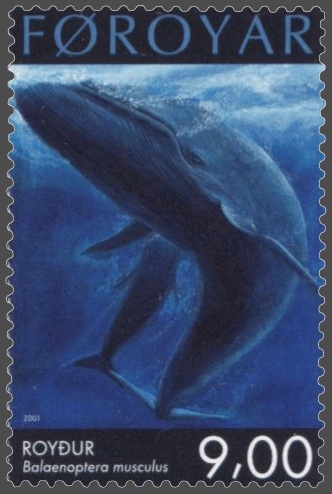
La ballena azul es el mayor animal de todos los tiempos, aunque recientemente se le disputa su corona.

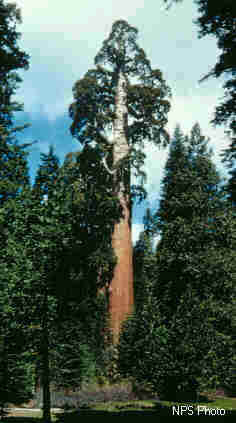
El árbol General Sherman es el mayor ser vivo del planeta en términos de volumen y peso.

La variedad de los seres vivos se manifiesta no solo en sus formas externas, sino en sus dimensiones o tamaños. Actualmente se siguen descubriendo nuevas especies, y de vez en cuando algunas de ellas reemplazan a otras previamente conocidas en los lugares de las más extremas.
A continuación, una lista de ejemplos extremos del tamaño de los seres vivos:

## Animales
El tamaño de un animal es difícil de definir, pues puede atender a distintas características: peso, longitud, envergadura, etc.

### Vertebrados

#### Mamíferos

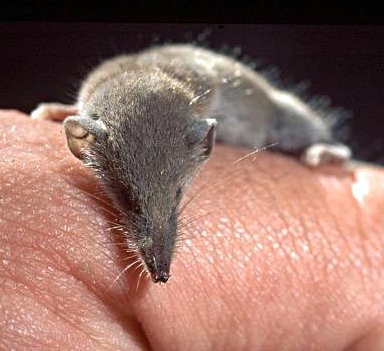
Ejemplar de musaraña, probablemente el mamífero más pequeño que existe.

La musaraña, Suncus etruscus, es, probablemente, el mamífero más pequeño. Vive en el Mediterráneo y a lo largo del sur de Asia. Se han encontrado especímenes de entre 1,2 y 2,7 g y una longitud corporal de entre 3,6 a 5,2 cm. Otros mamíferos que están entre los más pequeños son:
- El murciélago Craseonycteris thonglongyai, de la familia Craseonycteridae, del oeste de Tailandia, con 4 cm y 2 g de tamaño medio.
- El murciélago Nyctiellus lepidus, que vive en Cuba. Conocido como el murciélago mariposa, solo pesa 2-3 g y mide alrededor de 3 cm.[cita requerida]

Se cree que han existido otros mamíferos algo más pequeños por los restos fósiles hallados.
Otros llamativos tamaños son:
- Los ciervos más pequeños del mundo son los pudúes de América del Sur, género que comprende dos especies: Pudu puda, que mide 40 cm de altura a la cruz y 75-90 cm de largo[2] y Pudu mephistophiles, que mide unos 32-35 cm de altura y un máximo de 70 cm de largo, pesando de 3,3 a 6 kg.[3]
- El oso polar es el mayor depredador terrestre actualmente. Los machos de la especie pueden alcanzar los 2,5 m de largo y un peso de 500 kg.
- El mayor mamífero terrestre actual es el elefante africano de sabana, con un máximo de 4,2 m de alto, 10,6 de largo total y 12,2 t para un ejemplar cazado en Angola en 1974.
- El Paraceratherium, a veces llamado Baluchitherium o Indricotherium, fue el mayor mamífero terrestre conocido, con 5 m de alto, 8 de largo y unas 15 t.

La ballena azul es el mayor de todos los mamíferos. En realidad es el mayor animal que ha existido si se atiende a su masa corporal. Con un máximo de 33 m y 180 t, solo superada en longitud por el gusano Lineus longissimus y por un par de especies de dinosaurios.

#### Reptiles (Reptilia)

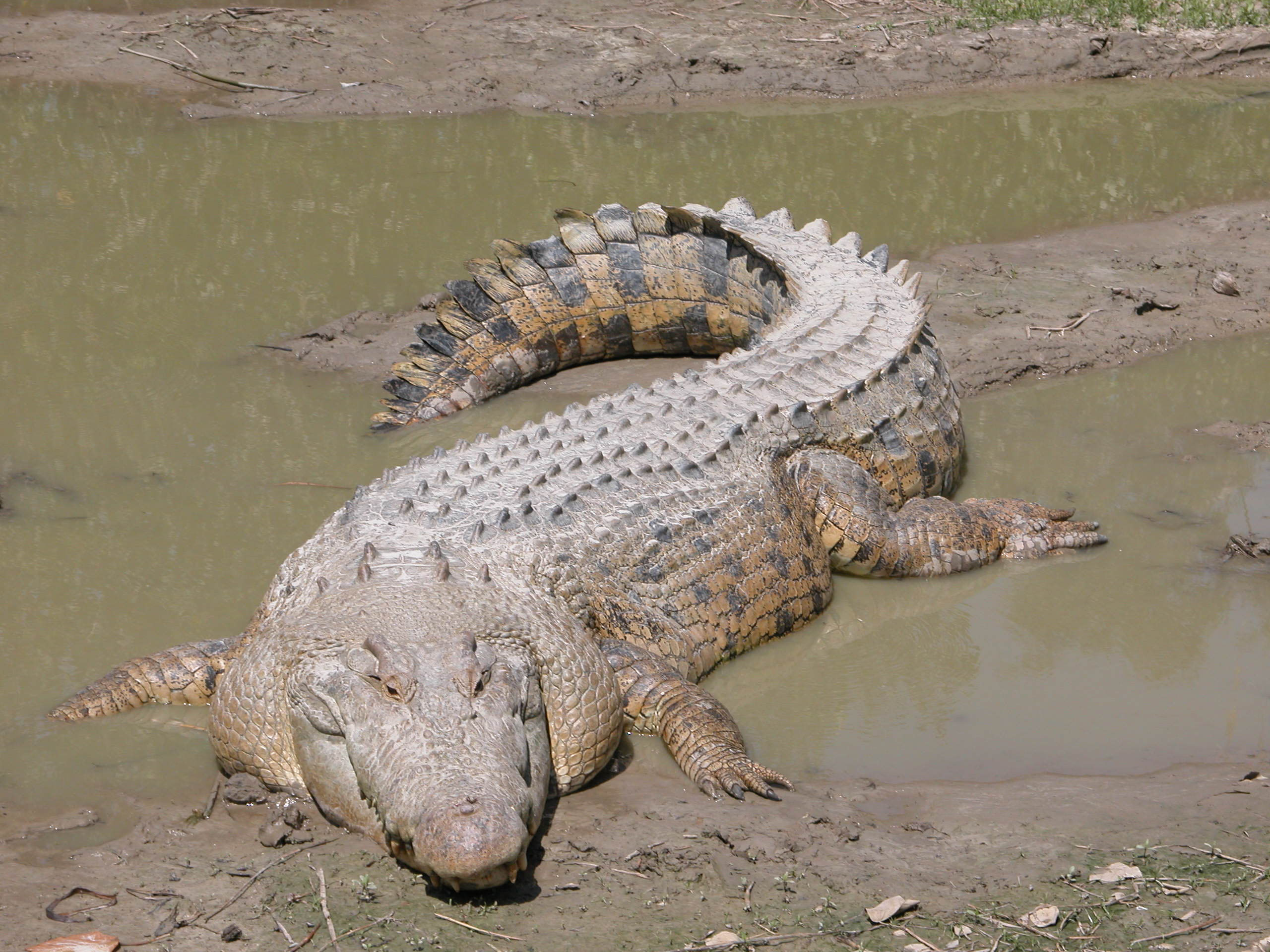
El cocodrilo de agua salada es el mayor reptil viviente.

El mayor reptil no aviano actual es un representante del orden Crocodilia, el cocodrilo de agua salada (Crocodylus porosus) del sur de Asia y Australia, cuyos machos adultos miden típicamente entre 3,9 a 5,5 metros de largo. El mayor espécimen de cocodrilo de agua salada confirmado medía 6,3 metros de largo y pesaba más de 1360 kilogramos. Hay reportes sin confirmar de cocodrilos aún mayores, pero los exámenes de restos incompletos nunca han sugerido una longitud superior a 7 metros. Un espécimen vivo estimado en 7 metros de largo y 2000 kilogramos ha sido aceptado por el Libro Guinness de los Récords. Un ejemplar capturado vivo en las Filipinas en 2011 (y ubicado en un zoológico) conocido como "Lolong" medía 6,2 metros de largo.
Tabla de los reptiles vivos más pesados
La siguiente es una lista de los reptiles vivos más pesados, la cual es dominada por los crocodilianos. A diferencia de los pesos máximos de los mamíferos, aves o peces, la masa de los reptiles generalmente está mal documentada y por tanto sujeta a muchas conjeturas y estimaciones.
| Rango | Animal                      | Masa promedio [kg] | Masa máxima [kg] | Longitud total promedio [m] |
| ----- | --------------------------- | ------------------ | ---------------- | --------------------------- |
| 1     | Cocodrilo de agua salada    | 454                | 2000             | 3,85                        |
| 2     | Cocodrilo del Nilo          | 382                | 1089             | 3,7                         |
| 3     | Tortuga laúd                | 364                | 932              | 2                           |
| 4     | Caimán negro                | 300                | 1310             | 3,6                         |
| 5     | Cocodrilo del Orinoco       | 290                | 900              | 3,6                         |
| 6     | Cocodrilo americano         | 277                | 1000             | 3,5                         |
| 7     | Aligátor americano          | 260                | 1000             | 3,1                         |
| 8     | Tortuga gigante de Aldabra  | 205                | 360              | 1,4                         |
| 9     | Gavial                      | 200                | 977              | 3,8                         |
| 10    | Tortuga gigante de Floreana | 175                | 400              | 1,5                         |

- Crocodilianos (Crocodylia)
  - El ya mencionado cocodrilo de agua salada es el mayor miembro de este orden, y de la familia de los crocodílidos. El cocodrilo del Nilo es el segundo mayor cocodrilo, cpm una longitud verificada de más de 6,45 metros y un peso de 1089 kilogramos, siendo muy parecido al cocodrilo de agua salada.[11] El mayor ejemplar en libertad de un cocodrilo del Nilo es un supuesto devorador de hombres de Burundi llamado Gustave; se cree que mide más de 6,1 metros de largo. El extinto Crocodylus thorbjarnarsoni fue el mayor cocodrilo propiamente dicho que se conoce, midiendo entre 7,5 a 8 metros de longitud.[29]
  - El gavial de delgado hocico se ha medido en más de 7 metros, siendo el mayor miembro de su familia y uno de los mayores crocodilianos. A pesar de su longitud, raramente sobrepasa los 450 kilogramos de peso.[30] El miembro de su familia de mayor tamaño que haya existido fue el extinto Rhamphosuchus del Mioceno de Asia. Estuvo entre los mayores crocodilianos, con algo más de 10 metros de longitud y con un peso estimado de 3 toneladas,  debido a una contextura menos pesada que la de otros crocodilianos gigantes.[31][32]
  - Los mayores miembros de la familia Alligatoridae son el caimán negro y el aligátor americano de los cuales se han confirmado longitudes de más de 4,5 metros y pesando más de 450 kilogramos, no tan grandes como los crocodilianos precedentes pero aun así son consididerables. Reportes sin verificar sugieren longitudes de más de 6 metros para el caimán negro y 5,8 metros para el aligátor americano. El mayor miembro de esta familia fue el Purussaurus, que vivió en el norte de Sudamérica durante la época del Mioceno. Llegaba a medir 12 metros de largo y podía pesar al menos 8 toneladas, convirtiéndolo en uno de los mayores crocodilianos conocidos.[33]
  - Otros crocodiliformes de gran tamaño incluyen al género del Cretácico Deinosuchus de Norteamérica, de más de 12 metros y en torno a las nueve toneladas. Sarcosuchus imperator del Cretácico Inferior fue hallado en el desierto del Sáhara y podría medir alrededor de 12 metros de largo y llegado a pesar 13,6 toneladas.[34][35][36]

- Lagartos y serpientes (Squamata)

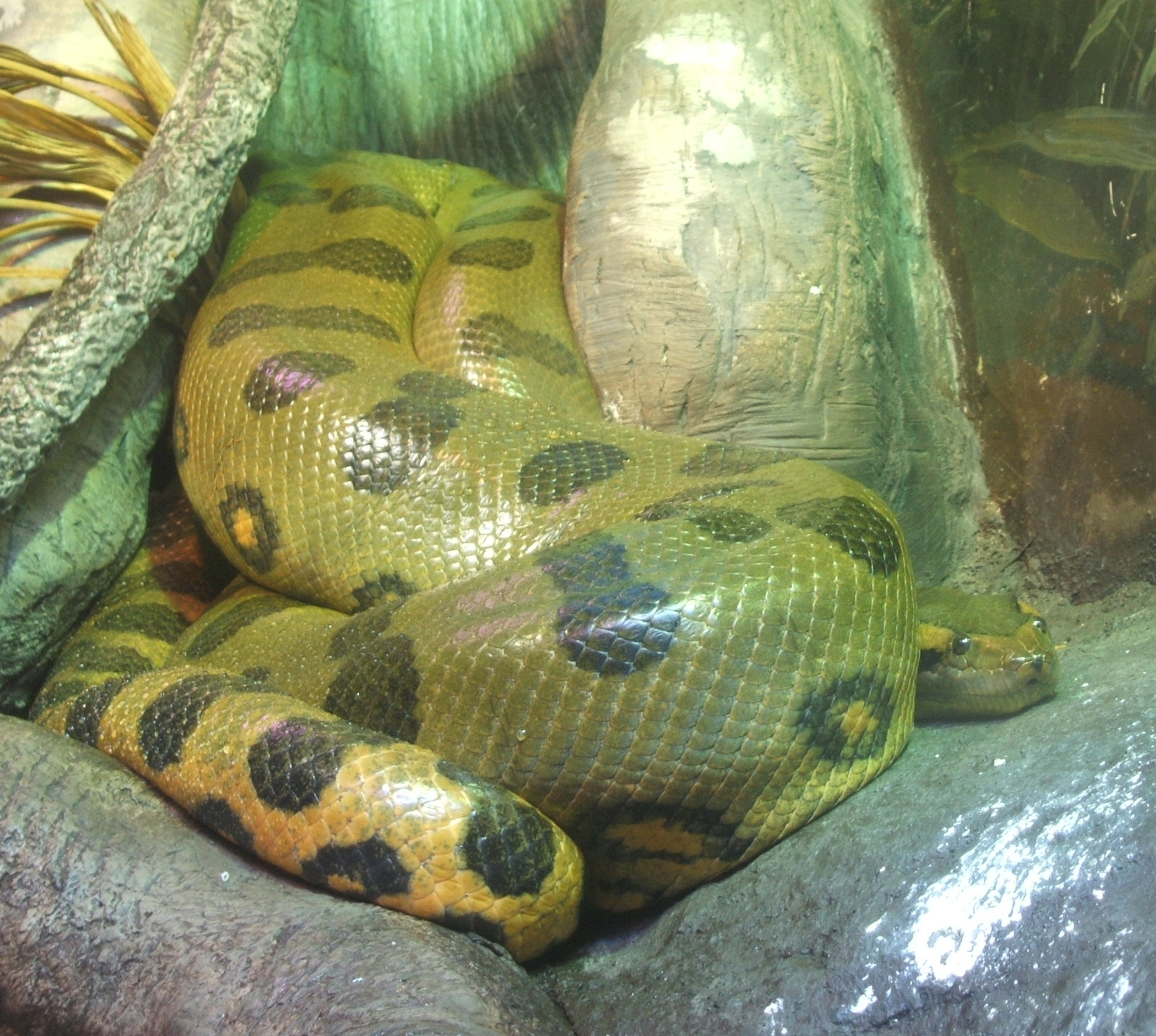
La anaconda verde es la mayor serpiente actual.

  - El miembro mayor de este altamente diverso orden de reptiles es la anaconda verde (Eunectes murinus) de los cursos de agua neotropicales. El máximo tamaño verificado es 7,5 metros y 250 kilogramos, aunque persisten los rumores de anacondas mayores.[37] La pitón reticulada (Python reticulatus) del Sureste de Asia es más larga pero también más delgada, y se ha reportado que llega a medir 9,7 metros de longitud y a pesar más de 158 kilogramos.[11][38] Los fósiles de la mayor serpiente conocida, la extinta boa Titanoboa fueron hallados en minas de carbón en Colombia. Se ha estimado que esta serpiente alcanzaba una longitud de 12 a 15 metros,[39] y pesaba cerca de 1135 kg (2,500 lb),[40] y medía cerca de 1 metro de diámetro en la parte más gruesa de su cuerpo.[41][42]
  - Entre los colúbridos, la más diversa de las familias de serpientes, los especímenes más largos se han reportado de la serpiente rata oriental con bandas (Ptyas korros), con más de 4,75 metros.[43]
  - La serpiente venenosa más grande es la cobra real del Sur de Asia (Ophiophagus hannah), con longitudes (reportadas en cautividad) de más de 5,7 metros y un peso de más de 12,7 kilogramos.[11] También es el mayor de los elápidos.
  - La víbora de Gabón, una especie muy robusta con una longitud máxima de dos metros, es la serpiente no constrictora más pesada y el mayor miembro de la familia de las víboras, con especímenes sin verificar de 20 kilogramos de peso.[44] Aun cuando no es tan pesada, otro miembro de la familia de las víboras es aún más larga: la serpiente de cascabel muda (Lachesis muta), con una longitud máxima de 3,65 metros.[45]
  - Los reptiles más pequeños son los gecos enanos de las especies Sphaerodactylus ariasae, de la Isla Beata (República Dominicana), y  Sphaerodactylus parthenopion, de las Islas Vírgenes Británicas, ambos con solo 16 mm de largo en el adulto.
  - El mayor de los lagartos varanos (y el mayor lagarto en general) es el dragón de Komodo (Varanus komodoensis), endémico de la isla de ese nombre, con una longitud máxima de 3,13 metros y 166 kilogramos de peso.[11] El Megalania de la Australia del Pleistoceno (Varanus priscus), el cual desapareció hace unos 40.000 años, es el mayor lagarto terrestre que se sepa haya existido, pero la carencia de un esqueleto completo ha resultado en un amplio rango de estimaciones de tamaño. La estimación de Molnar de 2004 indicó un peso promedio de 320 kg y una longitud de 4,5 m, con un peso máximo de 1940 kg y 7 m de largo, lo cual se aproxima al extremo superior de las primeras estimaciones.[46]
  - El mayor gecko existente es el gecko gigante (Rhacodactylus leachianus) de Nueva Caledonia, que puede crecer hasta 360 milímetros de largo.[47] Es sobrepasado en tamaño por el extinto Kawekaweau (Hoplodactylus delcourti) de Nueva Zelanda, que medía 600 milímetros.[48]
  - Por mucho los mayores miembros conocidos de este orden fueron los extintos mosasáuridos (incluyendo a Hainosaurus, Mosasaurus y Tylosaurus), que medían alrededor de los 17 metros de largo y se estima pesaban más de 20 toneladas.[49]

- Plesiosaurios (Plesiosauria); ahora extintos.

El mayor plesiosaurio conocido es Mauisaurus haasti, de los mares del Cretácico Superior que rodeaban a Nueva Zelanda. Se estima que crecía a cerca de 20 metros de largo y pesaba 30 toneladas.
- Ictiosaurios (Ichthyosauria); extintos.

El mayor de estos reptiles marinos (extintos desde hace 90 millones de años) fue la especie Shastasaurus sikanniensis, con aproximadamente 21 metros de largo y 68 toneladas. Este enorme animal, de la época del Noriense de la actual Columbia Británica, es considerado el mayor reptil marino conocido del registro fósil.
- Tuataras (Sphenodontia)

El mayor de las dos especies actuales de las tuataras neozelandesas es la especie Sphenodon guntheri con un tamaño máximo de 1,4 kg y 76 cm de largo.
- Tortugas (Testudines)

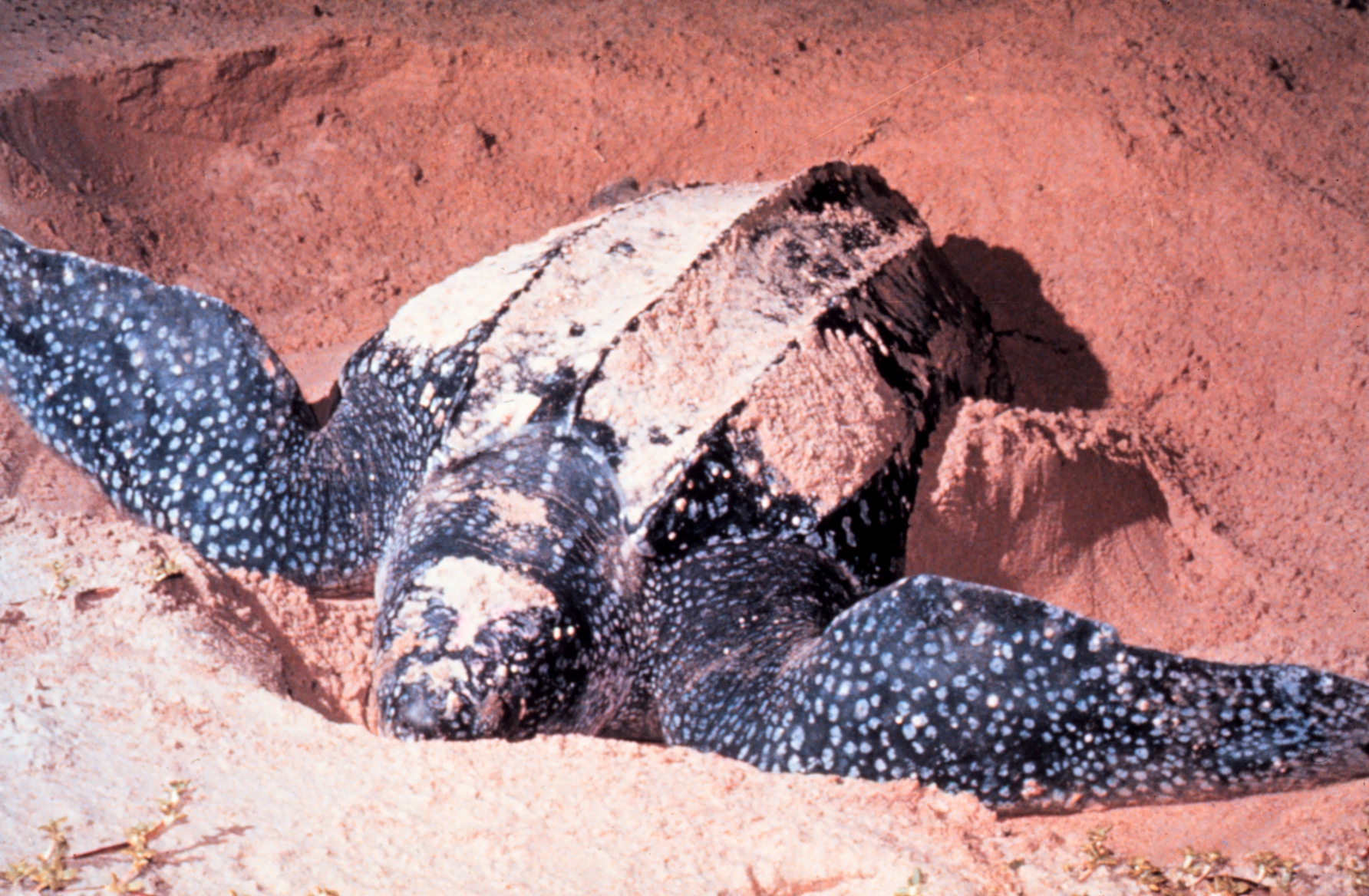
La gigantesca tortuga laúd, la mayor tortuga viva, cavando un nido en una playa.

  - La tortuga más pequeña del mundo es una tortuga mancha del oeste de Sudáfrica, la Homopus signatus, de la familia testudínida; la hembra adulta, poco mayor que el macho, ni alcanza los 8 cm.
  - La mayor tortuga viva es la tortuga laúd (Dermochelys coriacea), que alcanza una longitud máxima de 3 m y un peso de 932 kg.[11]
  - La mayor tortuga de agua dulce posiblemente es la tortuga caimán (Macrochelys temminckii) de Norteamérica, con un peso sin verificar de 183 kg, aunque esto es contendido por algunas tortugas de caparazón blando de Asia (Rafetus y Pelochelys) con pesos sin verificar de 200 kilogramos y cerca de dos metros de largo.[11][52][53]
  - La tortuga gigante de Floreana (Chelonoidis nigra) y la tortuga gigante de Aldabra (Aldabrachelys gigantea) son considerados los mayores reptiles terrestres actuales.[11] Mientras que la tortuga de Aldabra promedia un peso de 205 kg, la tortuga de Floreana de tamaño más variable alcanza un peso máximo de 400 kg y 1.85 metros de longitud total.[27][54] Una tortuga terrestre mucho mayor vivió hasta hace 2000 años, Meiolania de Australia, que medía 2.6 metros y un peso de cerca de una tonelada.[11] La tortuga Colossochelys atlas, del Pleistoceno de la zona de Pakistán y la India, era incluso mayor, con cerca de 3,1 metros y dos toneladas.
  - Existen varias tortugas extintas que contienden por el título del mayor quelonio.[11] Las mayores parecen ser la tortuga de agua dulce Stupendemys, con una longitud de caparazón estimada en más de 3,3 metros y con un peso de 1814–2268 kg,[55] junto a Archelon, una tortuga marina que alcanzaban una longitud de 4,84 m entre sus aletas y con un peso de cerca de 2200 kg (4850 lb).[56]

- Pterosaurios (Pterosauria); extintos en la actualidad.

Estos fueron reptiles voladores presentes durante el Mesozoico, que incluían a los mayores animales voladores que hayan existido: la especie Quetzalcoatlus northropi, del Cretácico Superior de Norteamérica se cree que llegaba a pesar más de 250 kilogramos, midiendo unos 7,9 metros de longitud corporal total (incluyendo una longitud de cuello de más de 3 metros) y medía más de 11 metros entre sus alas. Otro posible contendiente por el título es el pterosaurio europeo Hatzegopteryx, al cual también se estima una envergadura de unos 11 metros.

##### Dinosaurios

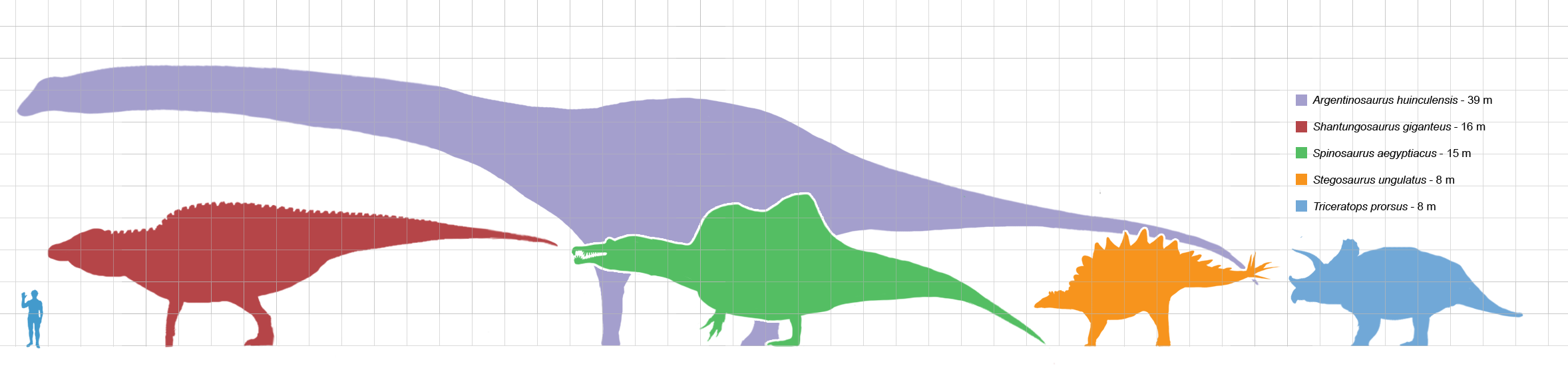
Diagrama comparando el tamaño de un ser humano con los mayores dinosaurios conocidos de los cinco grupos principales.

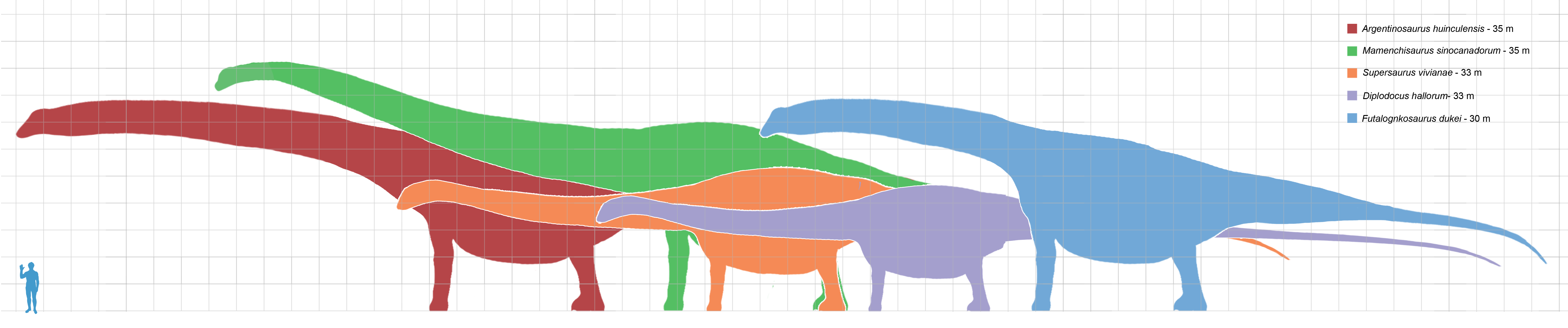
Comparación entre los tamaños de algunos de los dinosaurios más grandes. En gris, el Bruhathkayosaurus y en rojo, el Maraapunisaurus fragillimus, con tamaños estimados a partir de pruebas fósiles.

Ahora extintos, exceptuando a los terópodos voladores, las Aves.
- Saurópodos (Sauropoda)
  - Los mayores dinosaurios, y los mayores animales terrestres que hayan caminado sobre la tierra, fueron los grandes herbívoros de cuello largo del grupo Sauropoda. El más alto y más pesado espécimen conocido de saurópodo es un esqueleto casi completo de un Giraffatitan, descubierto en Tanzania entre 1907 y 1912. Desde 1933 está montado y expuesto en el Museo de Historia Natural de Berlín (y montado de nuevo en 2005 siguiendo los conocimientos anatómicos del siglo XXI). Mide 12 metros de alto y pesaba entre 45 y 78 toneladas. El más largo es un espécimen de 25 metros de longitud de un Diplodocus descubierto en Wyoming y expuesto en el Museo Carnegie de Historia Natural, en Pittsburgh (Estados Unidos), desde 1907.
  - Hubo otros saurópodos aún mayores, pero son conocidos a partir de restos incompletos. Los actuales poseedores de dichos récords han sido todos descubiertos después de 1971, e incluyen a Argentinosaurus, el cual pudo haber pesado más de 73 toneladas; y 35 metros de largo (para los más conservadores 25 y como máximo 45 metros) Supersaurus pudo haber alcanzado los 35 metros de largo y Sauroposeidon habría llegado a los 18 metros de alto y el titánico Amphicoelias pudo haber alcanzado 60 metros de largo.

- Terópodos (Theropoda)
  - Probablemente el más grande de los terópodos es Spinosaurus del Cretácico medio, que es también el más grande depredador terrestre conocido que haya existido (aunque recientes descubrimientos sugieren que pasaba parte de su tiempo en el agua, capturando presas acuáticas). Las estimaciones de tamaño van desde 12,6 a 18 metros de largo y de 7 a 21 toneladas de peso para el mayor individuo hallado. La carencia de consenso sobre su tamaño se debe a que no se conocen esqueletos completos, las proporciones de la cabeza y el cuerpo y que función cumplía la "vela" sobre su espalda.
  - El mayor terópodo conocido de un esqueleto completo es un espécimen de Tyrannosaurus apodado "Sue", descubierto en Dakota del Sur en 1990 y ahora en exhibición en el Museo Field de Chicago. Mide 12,3 metros de longitud, y pesaría entre 6,8 a 9,1 toneladas dependiendo del método empleado.[59]

- Tireóforos (Thyreophora)

Los mayores tireóforos fueron Ankylosaurus y Stegosaurus, que vivieron en los períodos Cretácico Superior y el Jurásico Superior (respectivamente) en lo que hoy es Norteamérica, ambos midiendo más de 9 metros de longitud y con pesos estimados en más de 6 toneladas.
- Ornitópodos (Ornithopoda)

Los mayores ornitópodos fueron los hadrosáuridos Shantungosaurus, un dinosaurio del Cretácico Superior hallado en la península de Shandong de China, y Magnapaulia del Cretácico Superior de México. Ambas especies son conocidas de restos fragmentarios pero se estima que habrían alcanzado cerca de 15 metros de largo y fueron probablemente los dinosaurios más pesados - aparte de los saurópodos - con hasta 23 toneladas.
- Ceratopsios (Ceratopsia)

Los mayores ceratopsios fueron Triceratops y su ancestro Eotriceratops del Cretácico Superior de Norteamérica. Se estima que ambos géneros alcanzarían los 9 metros de longitud y pesarían hasta 12 toneladas.

#### Peces

##### Peces cartilaginosos

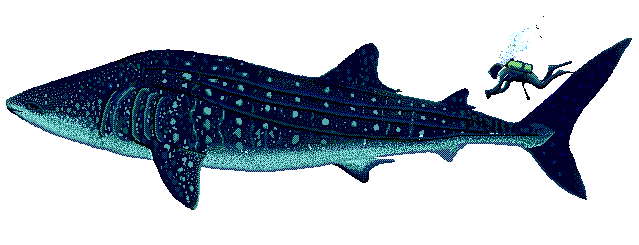
Comparación entre el tamaño de un tiburón ballena y el de un ser humano.

Los condrictios, con esqueleto no calcificado, son más ligeros que los osteíctios, por lo que pueden alcanzar mayores dimensiones que estos.
- El tiburón pigmeo de ojo pequeño (Squaliolus aliae) es el menor de los tiburones conocidos, con solo 22 cm de largo en un adulto.
- El tiburón blanco es el condrictio carnívoro actual más grande, con 6,4 m de largo como máxima longitud confirmada.
- El extinto Carcharodon megalodon medía de 15 a 18 m.
- El tiburón ballena es el pez más grande conocido, con hasta 12 m y 21.000 kg.

##### Peces óseos
- Paedocypris progenetica es el pez más pequeño conocido actualmente, y el más pequeño de los vertebrados, la hembra madura más pequeña medía solo 7,9 mm de largo, es decir, apenas mayor que la ameba Pelomyxa palustris más grande identificada, descrita más abajo.
- El pez luna es el mayor osteíctio, con 3,3 m de largo y de alto y 2300 kg de peso.
- El pez remo es el osteíctio más largo, llegando a los 11 m.
- El mero gigante es el mayor osteíctio de arrecife, con hasta 2,7 m de largo y 400 kg.
- El Leedsichthys, de fines del jurásico, fue el mayor pez óseo conocido , con un estimado de 16 a 22 m de largo.

#### Anfibios

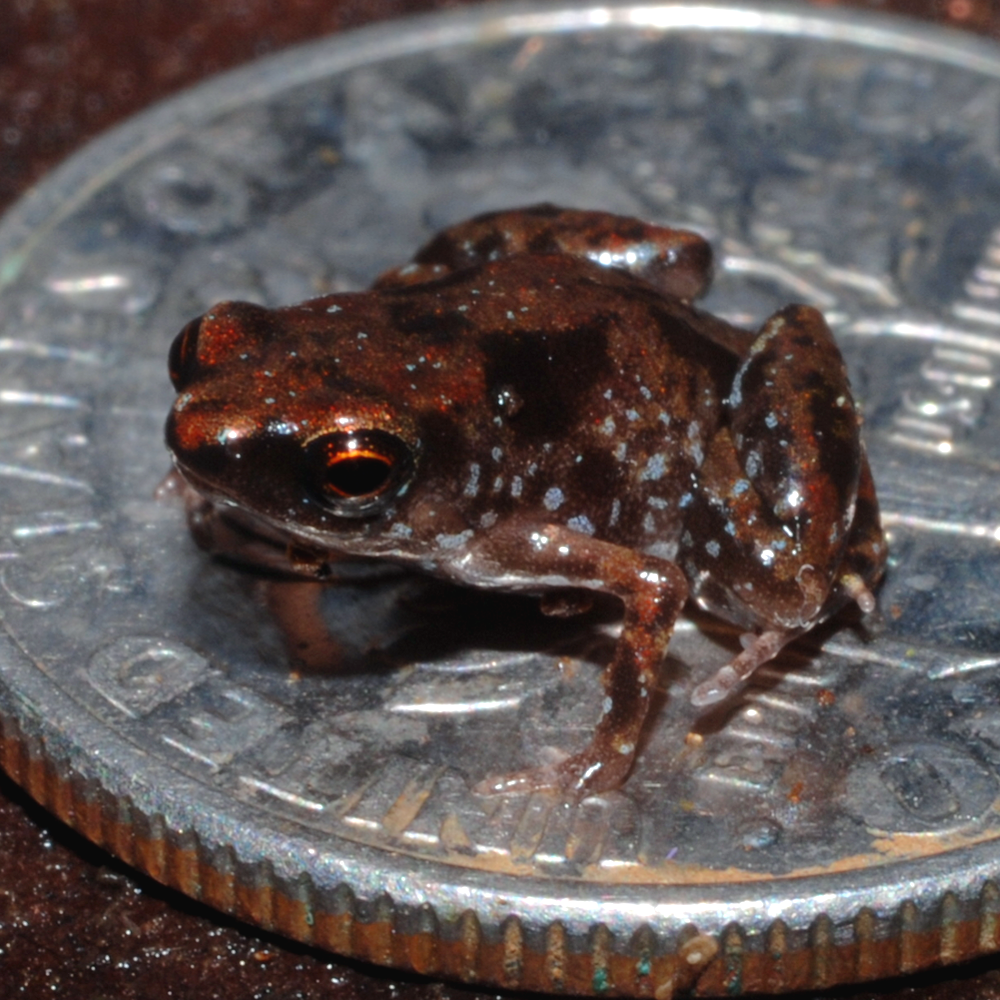
La rana Paedophryne amauensis sobre una moneda de 10 céntimos de dólar estadounidense.

- El anfibio más pequeño es una rana, Paedophryne amauensis, de Papúa Nueva Guinea, solo 7,7 mm de largo.
- La rana viva más grande es la rana Goliath, de África, con 40 cm de largo, y hasta de 3 kg, y llega a saltar hasta 3 m.
- El anfibio actual más grande es la salamandra gigante japonesa (Andrias japonicus), con 1,80 m de largo y hasta 36 kg de peso.
- El anfibio más grande conocido fue Prionosuchus plummeri, del Pérmico brasileño, con unos 9 m de largo y tal vez más de una tonelada.

#### Aves
- El zunzuncito es el ave más pequeña conocida, con tan solo 5 cm de largo y 1,8 g de peso en los adultos.
- El avestruz es el ave viva más grande, con 2,7 m de alto y un peso de hasta 165 kg, y sus huevos pesan hasta 1,4 kg, siendo los mayores actuales.
- El Argentavis magnificens era el ave voladora más grande conocida, con hasta 8 m de envergadura y 3,5 de largo.
- El albatros es el ave de mayor envergadura, con una media de 3,20 m y un máximo de 3,6 m.
- El cóndor de los Andes es, en promedio, el ave voladora viva más grande, con 1 metro de alto, 3 de envergadura (máximo 3,30 metros), y 12 kg de peso medio en los machos.
- La avutarda es el ave voladora más pesada del mundo, pudiendo alcanzar los 16 kg de peso.
- El extinto pájaro elefante (Aepyornis maximus) es el ave más grande conocida, con 3 m de alto y unos 500 kg de peso.
- El extinto moa gigante es el ave más alta conocida, con hasta 3,7 m de altura.

### Invertebrados

#### Insectos
- Escarabajos de la tribu Nanosellini miden menos de 1 mm de largo; los más pequeños incluyen Scydosella musawasensis que mide 338 µm de largo.
- El insecto más pequeño conocido es una especie de avispa sin alas, el Dicopomorpha echmepterygis, el macho adulto mide unos 140 micrómetros (antes era considerado en este puesto el Megaphragma caribea, también avispa pero de la familia Trichogrammatidae, con 170 µm).
- El weta gigante (de la especie Deinacrida heteracantha) más pesado alcanzó los 71 g, comprobado.
- El insecto más grande del mundo sería el escarabajo Goliat, pero solo en estado larvario, con 115 g y 11,5 cm.
- El insecto palo Phobaeticus kirbyi mide hasta 30 cm de largo tan solo de tronco, medido de extremo a extremo de las patas alcanza los 50 cm.
- El insecto volador más grande conocido fue el meganeura, libélula gigante del Carbonífero, con 75 cm de envergadura y más de 40 de largo.
- El escarabajo más largo que se conoce en la actualidad es el Titán gigante (Titanus giganteus) alcanzando las hembras una longitud de hasta 22 cm con el ovopositor extendido.

#### Otros invertebrados
- El artrópodo más pequeño vivo es el ácaro Acalitus essigi, de la familia eriófida, invisible a simple vista, se requiere de al menos 20 aumentos para distinguirla (algo así como entre 50 y 100 µm).
- La araña más pequeña es Patu marplesi, de la familia Symphytognathidae, encontrada en Samoa. La hembra adulta mide solo 0,4 mm de largo (los machos suelen ser más pequeños que las hembras, y varía mucho la proporción hembra/macho).
- La araña más grande es la tarántula gigante, con hasta 30 cm de extremo a extremo de sus patas extendidas, y hasta 100 g.
- La esponja más grande del mundo es la esponja barril (Xestospongia muta), con hasta 2,4 m de alto y casi otro tanto de ancho en su parte más gruesa.
- Los extintos Pterygotus y Arthropleura son los mayores artrópodos conocidos, ambos con cerca de 3 m de largo, aunque un fósil del primero mide casi 30 cm más que el mayor del segundo.
- El cangrejo gigante japonés (Macrocheira kaempferi) es el mayor artrópodo vivo, con casi 4 m de ancho, debido a sus muy largas patas, llega a pesar hasta 20 kg, mucho menos de lo que seguramente pesaban las especies descritas en el párrafo anterior.
- El mayor bivalvo es la almeja gigante (Tridacna gigas), con una longitud de hasta 1,4 m, y 220 kg de peso.
- El mayor invertebrado conocido es el calamar gigante, con hasta 18 m de largo y una tonelada de peso.
- El gusano nemerteo Lineus longissimus sería el animal más largo, pues se conocen muchos que miden poco más de 30 m, más o menos como una ballena azul, pero hay reportes de un ejemplar de 55 m.
- Los escorpiones Pulmonoscorpius y Brontoscorpio ahora extintos son los escorpiones más grandes que han existido.
- El equinodermo más pequeño es Psammothuria ganapati, un pepino de mar que vive en la costa de la India, con una longitud máxima de 4 mm.[67][68]
- El bivalvo más pequeño conocido es la almeja Condylonucula maya, con 0,5 mm.[69]
- El crustáceo más pequeño es el tantulocárido Stygotantulus stocki, con una longitud inferior a 0,1 mm.[70]
- El animal más pequeño conocido es posiblemente el mixozoo Myxobolus shekel, con 8,5 µm.[71]

## Plantas
- La planta más grande conocida, y el mayor organismo aparte de los hongos, es un ejemplar de Posidonia oceanica situado en el fondo marino cercano a Formentera, Islas Baleares, España, de 8 km de extensión, anunciado en 2006.[72]
- La fanerógama más pequeña del mundo es una lenteja de agua, del género Wolffia.
- El alga más larga conocida es el kelp gigante (Macrocystis pyrifera), con 60 m de longitud comprobada, frente a la costa noroeste de EUA.
- La cola de caballo más grande viva es la especie Equisetum myriochaetum, de México central, con un máximo de 8 m alto, y un tallo de 2,5 cm de grosor.
- La criptógama terrestre más grande del mundo actualmente es un helecho arborescente, Cyathea glauca, de la isla Reunión, que llega a medir hasta 20 m de alto.
- Sequoia sempervirens es el árbol y el ser vivo más alto del mundo, llegando a medir 115,55 metros (379,1 pies) de alto.
- Sequoiadendron giganteum es el árbol y el ser vivo más grande del mundo en términos de volumen, pues llega a medir 85 m de alto y 8,5 de diámetro, habiendo referencias de un ejemplar de 93 m de alto por 8,8 de ancho, del que se calcula que, con todo y raíz, pesaría unas 6.000 tm.
- El árbol más ancho del mundo es un ejemplar de ahuehuete, llamado "El árbol del Tule", en Oaxaca, que tiene una circunferencia de 35,87 m y un diámetro de 11,42 m.
- La planta con flor más grande del mundo es un eucalipto, el Eucalyptus regnans, llegando a medir hasta 92 m de alto.

## Hongos
El mayor hongo y mayor organismo vivo conocido actualmente es un ejemplar de Armillaria ostoyae (seta miel), un hongo saprofito comestible, ubicado en el parque nacional Malheur de las montañas Blue, con una extensión de unos 8,9 km² y una masa que se estima en más de 7000 toneladas.

## Microorganismos

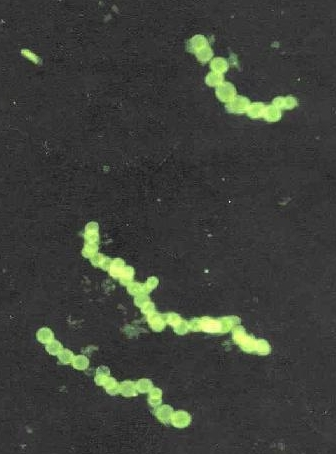
La bacteria más grande Thiomargarita namibiensis que es visible a simple vista.

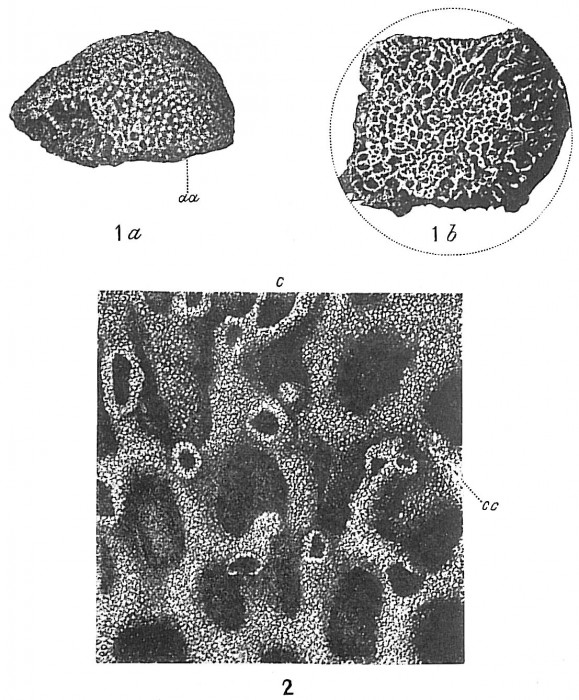
Syringammina_fragilissima, el protozoo más grande conocido que mide más de 20 cm, igualando en tamaño a varios invertebrados.

- Tratándose de organismos unicelulares y por lo tanto el ser vivo más pequeño conocido, actualmente es Nanoarchaeum equitans, una arquea, similar en hábitat a las bacterias extremófilas. Se trata de un diminuto organismo de tan solo 400 nanómetros de ancho, es decir, formadas en línea recta cabrían unos 2.500 de ellos en un milímetro, o dicho en términos químicos, mide unas 4.000 veces el diámetro de un átomo de hidrógeno. Sin embargo más adelante se descubrieron más nanoorganismos como las arqueas Nanobdellati parientes de Nanoarchaeaum equitans y las bacterias Patescibacteria del mismo tamaño que Nanoarchaeaum equitans o menores, por lo que el récord de organismo más pequeño se estaría disputando entre estas arqueas y bacterias ultrapequeñas que recién se están descubriendo y describiendo.
- Thiomargarita magnifica, una proteobacteria, es la bacteria más grande (en promedio) conocida, llegando a crecer hasta entre 10-20 mm de largo (tiene forma de perla y color de azufre, de ahí su nombre).
- La ameba Pelomyxa palustris normalmente mide de 500 a 800 μm, es decir de medio mm a casi uno, pero se han identificado ejemplares de hasta 5 mm.
- Syringammina fragilissima es un protista unicelular cuya célula es la más grande conocida, con un diámetro de 20 cm. Es el ser unicelular más grande conocido.[74]
- Mycoplasma genitalium y Candidatus Carsonella ruddii son las bacterias más pequeñas, con un tamaño entre 200 y 400 nm. Sin embargo las bacterias Patescibacteria recién descubiertas pueden ser las más pequeñas conocidas en la actualidad.
- Los organismos eucariotas de vida libre más pequeños conocidos son las algas del género Ostreococcus, con un ancho de 0,8 μm.[75]

Por su parte, los nanobios son posibles microorganismos que miden entre 20 y 150 nm de largo, pero permanece el debate de si son seres vivos o no.